# Las Piñas
Las Piñas es una ciudad filipina en Gran Manila. Limita con Parañaque al norte y noreste, Muntinlupa al este y sudeste, Imus al sur, Bacoor al sudoeste y la bahía de Manila al noroeste. Tiene 482.120 habitantes.
La mitad de su área se está desarrollando como zona residencial y el resto se usa como zonas comercial, industrial e institucional. La fisiografía actual de Las Piñas consiste de tres divisiones: la bahía de Manila, la Coastal Margin y la Meseta de Guadalupe.
La ciudad se divide por la vía Alabang-Zapote, anteriormente conocida como la calle Real. Forma parte de la carretera Maharlika, la cual atraviesa todo el país. La vía Alabang-Zapote conecta la autopista Luzón del Sur (SLEx), que pasa a través de Muntinlupa al este, a la Autopista Costera (oficialmente solamente la Coastal Road en inglés) a lo largo de la bahía de Manila.
En 2004, se está completando en la parte este de Las Piñas una nueva carretera que se llama Daang Hari (Vía Real en español), que conecta la ciudad a los vecinos de Bacoor, Muntinlupa y San Pedro y la cual permite a los residentes evitar el tráfico pesado en los distritos de Zapote y Alabang de Muntinlupa. La Daang Hari es una ruta popular a los ciclistas, especialmente los fines de semana.

## Historia
A principios del siglo XIX formaba parte del Corregimiento de Tondo  en cuyo territorio se hallaba la plaza y ciudad de Manila.